# Dekanat Hadersdorf
Dekanat Hadersdorf – jeden z 16 dekanatów rzymskokatolickiej wchodzących w skład wikariatu Unter dem Manhartsberg archidiecezji wiedeńskiej w Austrii. W jego skład wchodzi 16 parafii.

## Lista parafii
| Lp. | Miejscowość                               | Parafia                                        | Kościół                                                              | Grafika |
| --- | ----------------------------------------- | ---------------------------------------------- | -------------------------------------------------------------------- | ------- |
| 1   | Kirchberg am Wagram-Altenwörth            | Parafia św. Andrzeja                           | Kościół św. Andrzeja w Kirchberg am Wagram-Altenwörth                |         |
| 2   | Straß im Straßertale-Elsarn im Straßertal | Parafia św. Małgorzaty                         | Kościół św. Małgorzaty w Straß im Straßertale-Elsarn im Straßertal   |         |
| 3   | Etsdorf am Kamp-Engabrunn                 | Parafia św. Sebastiana                         | Kościół św. Sebastiana w Etsdorf am Kamp-Engabrunn                   |         |
| 4   | Etsdorf am Kamp                           | Parafia św. Jakuba Starszego                   | Kościół św. Jakuba Starszego w Etsdorf am Kamp                       |         |
| 5   | Fels am Wagram                            | Parafia św. Małgorzaty                         | Kościół św. Małgorzaty w Fels am Wagram                              |         |
| 6   | Feuersbrunn                               | Parafia w Feuersbrunn                          | Kościół w Feuersbrunn                                                |         |
| 7   | Gösing am Wagram                          | Parafia św. Jana Chrzciciela                   | Kościół św. Jana Chrzciciela w Gösing am Wagram                      |         |
| 8   | Grafenwörth                               | Parafia św. Andrzeja                           | Kościół św. Andrzeja w Grafenwörth                                   |         |
| 9   | Großriedenthal                            | Parafia w Großriedenthal                       | Kościół w Großriedenthal                                             |         |
| 10  | Hadersdorf am Kamp                        | Parafia Świętych Apostołów Piotra i Pawła      | Kościół Świętych Apostołów Piotra i Pawła w Hadersdorf am Kamp       |         |
| 11  | Haitzendorf                               | Parafia św. Ulricha                            | Kościół św. Ulricha w Haitzendorf                                    |         |
| 12  | Hohenwarth                                | Parafia św. Michała                            | Kościół św. Michała w Hohenwarth                                     |         |
| 13  | Kirchberg am Wagram                       | Parafia św. Stefana                            | Kościół św. Stefana w Kirchberg am Wagram                            |         |
| 14  | Hohenwarth-Mühlbach am Manhartsberg       | Parafia św. Marcina                            | Kościół św. Marcina w Hohenwarth-Mühlbach am Manhartsberg            |         |
| 15  | Straß im Straßertale                      | Parafia Wniebowzięcia Najświętszej Maryi Panny | Kościół Wniebowzięcia Najświętszej Maryi Panny w Straß im Straßertal |         |
| 16  | Hohenwarth-Zemling                        | Parafia Nawiedzenia Najświętszej Maryi Panny   | Kościół Nawiedzenia Najświętszej Maryi Panny w Hohenwarth-Zemling    |         |